# Moein
Nasrolah Moein Najafabadi of Moein (Perzisch: معین) is een Perzische zanger, geboren te Isfahan.

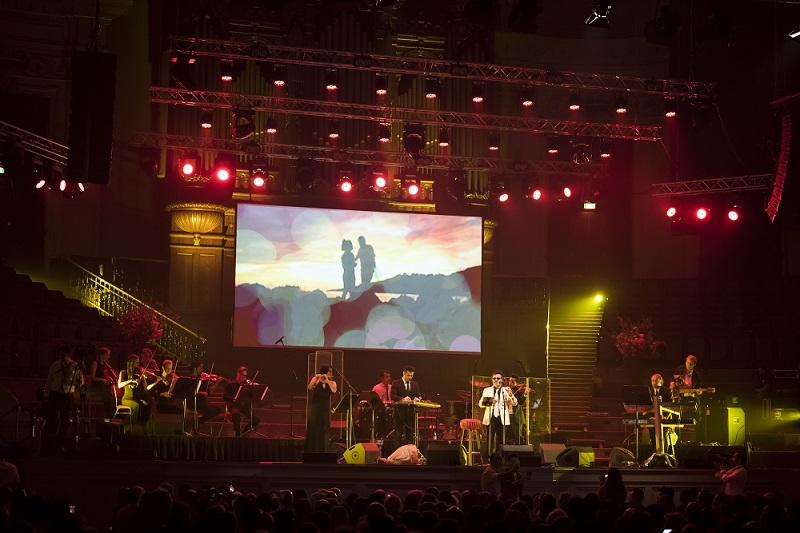
Moein, Concertgebouw, Amsterdam, 2015

Met meer dan twintig albums op zijn naam en zijn warme en hartstochtelijke stem, is Moein een van de meest geliefde Perzische (Iraanse) popzangers. Vanwege het timbre van zijn stem, zingt Moein veel nummers die diep geworteld zijn in de klassieke Perzische muziek. Zijn muziek is niet alleen populair in zijn vaderland maar ook in buurlanden zoals Afghanistan en Irak.
Met de komst van de revolutie en de onderdrukking van vrijheid van meningsuiting verliet hij Iran in 1982. Hij woont nu in Santa Rosa, Californië.
De meest bekende liedjes van Moein zijn Yeki raa doust midaram, Isfahan, Safar, Parichehr, Kofr en Milad.

## Discografie
| Jaar | Album                                |
| ---- | ------------------------------------ |
| 2020 | Maandegar                            |
| 2009 |                                      |
| 2007 | Tolou                                |
| 2002 | Lahze ha                             |
| 2002 | Parvaaz                              |
| 1998 | Moa`mma                              |
| 1997 | Panjareh                             |
| 1996 | Tavalode Eshgh                       |
| 1996 | Golhaye Ghorbat                      |
| 1995 | Mosafer                              |
| 1994 | Live in Concert                      |
| 1992 | Namaz                                |
| 1992 | Khatereha 7 with Shohreh Solati      |
| 1992 | Sobhet Bekhair Azizam                |
| 1992 | Paricheh                             |
| 1990 | Be to Myandysham                     |
| 1990 | Esfahan With Faezeh                  |
| 1989 | Asheghtar Az Man Cheh Kasee          |
| 1988 | Bibigol                              |
| 1988 | Ka`beh                               |
| 1987 | Safar                                |
| 1987 | Arezoo                               |
| 1986 | Yekira dust midaram                  |
| 1985 | Havas                                |
| ?    | Taraneh Sal With Hayedeh And Mahasti |
| ?    | Yare Degar                           |